# Камара, Самура
Самура Камара (англ. Samura Kamara; род. 30 апреля 1951, Kamalo, Северная провинция) — сьерра-леонский государственный и политический деятель. Являлся кандидатом от партии «Всенародный конгресс» на должность президента Сьерра-Леоне на выборах 2018 года. С 2012 по 2017 год был министром иностранных дел Сьерра-Леоне, с 2009 по 2013 год был министром финансов и экономического развития, управляющим Банка Сьерра-Леоне с 2007 по 2009 год, секретарём в министерстве финансов во время правления президента Ахмеда Теджана Каббы.

## Биография
Родился в Камало, округ Карене, Северная провинция, бывшей колонии Великобритании. Его отец Па Гибрил Камара был из деревни Маворрко, округ Порт-Локо. Его мать, Бомпорро Камара (урожденная Кану), коренная жительница Камало, округ Карене, Северная провинция.
В 1994 году был назначен Всемирным банком руководителем программы структурной поддержки страны. В это время также занимал должность секретаря в министерстве финансов в рамках усилий по укреплению доверия к управлению финансовыми потоками от международных доноров, которые составляли более трех четвертей невоенных финансовых поступлений правительства. Стал министром (государственным секретарем по финансам) в январе 1996 года после того, как Джулиус Маада Био сверг Валентайна Страссера.
В 2018 году, сразу после вступления в должность, администрация президента Джулиуса Маада Био объявила о создании комиссий по расследованию, утвержденных для изучения деятельности бывших правительственных чиновников «Всенародного конгресса» и о том, что объём расследований будет охватывать период с ноября 2007 по апрель 2018 года. Обвинения были предъявлены более 300 лицам, занимавшим руководящие должности в бывшей администрации Эрнеста Бея Коромы, в том числе Самуре Камаре. Судья Джон Росолу Банколе Томпсон, возглавлявший одну из трёх комиссий по расследованию, раскритиковал режим Джулиуса Маада Био за неправомерное использование комиссий в манере, которая была названа «неразумной или допустимой», а также «не поддающейся учету» в соответствии с правовой базой комиссий, которую президент Маада Био отправил на утверждение в парламент.
В 2020 году было объявлено, что «Всенародный конгресс» проведет съезд для избрания нового лидера партии, который бросил бы вызов председателю «Народной партии Сьерра-Леоне» Джулиусу Маада Био, которому предстояло переизбраться на второй пятилетний срок в 2023 году. Самура Камара, который участвовал в предыдущих выборах в 2018 году, объявил о выдвижении своей кандидатуре на должность председателя «Всенародного конгресса» в преддверии всеобщих выборов в 2023 году. Являлся одним из семи кандидатов на пост руководителя партии. В 2023 году проиграл на выборах Джулиусу Мааде Био.
В декабре 2023 года апелляционный суд Самуры Камуры выдал ордер на арест Самуры Камуры за его участие в деле, связанном с продажей акций горнодобывающей компании, когда он был министром финансов..

## Личная жизнь
Женат на Элизабет Массе Камаре (урожденная Роджерс), которая является коренной жительница округа Пуджехун в Южной провинции.